# Уніря (Урзічень)
Уніря Волунтар Урзічень (рум. Fotbal Club Unirea Voluntari Urziceni) — румунський футбольний клуб з міста Урзічень. Заснований у 1954 році. Домашні матчі проводив на стадіоні «Тінеретулуй», який вміщує 7000 глядачів. У 2011 році через фінансові проблеми клуб припинив своє існування

## Досягнення
- Чемпіон Румунії (1) — 2008/09